# 主義
主義（しゅぎ）は、人、団体や政府が主張や行動の指針にする原則や思想である。

## 概要
「主義」は中国の史記にも出現するほど古い言葉であり、「信じている一定の主張」を意味した。明治前期に英語「principle」の訳語として定着し、その後英語「-ism」の訳語としても使われるようになった。「principle」を「主義」と訳したのは福地源一郎（福地桜痴）だとする説もある。

## 主義の一覧
ここには「主義」で終わる言葉や、「イズム（-ism）」で終わり「主義」と訳しうる言葉を以下に集めた。
- タイトルに「主義」を含むページの一覧

| 目次: あ い う え お か き く け こ さ し す せ そ た ち つ て と な に ぬ ね の は ひ ふ へ ほ ま み む め も や ゆ よ ら り る れ ろ わ |

| - 愛国主義（あいこくしゅぎ）⇒愛国心 - 悪魔主義（あくましゅぎ） - アジア主義（-しゅぎ） - アナキズム - アナルコ・キャピタリズム - アナルコサンディカリスム - アメリカ第一主義 - アメリカ帝国主義（-ていこくしゅぎ） - アラビア語帝国主義（-ごていこくしゅぎ） - アルテルモンディアリスム - アルピニズム - アルミニウス主義（-しゅぎ） - アンケート至上主義（-しじょうしゅぎ） - アンチセミティズム - アンチ・フェミニズム - アーリア人至上主義 - イエロー・ジャーナリズム - 意思主義（いししゅぎ） - イスラム主義（-しゅぎ） - イスラム原理主義（-げんりしゅぎ） - イスラム神秘主義（-しんぴしゅぎ） - イスラム復興主義（-ふっこうしゅぎ） - 一物一権主義（いちぶついっけんしゅぎ） - 一県一行主義（いっけんいっこうしゅぎ） - 一国主義（いっこくしゅぎ） - 一点豪華主義（いってんごうかしゅぎ） - 印象主義（いんしょうしゅぎ） - ヴォーティシズム - ヴァンダリズム - 英語帝国主義（えいごていこくしゅぎ） - 英雄主義（えいゆうしゅぎ）（heroism） - 英雄的リアリズム（えいゆうてき-）（heroic realism） - 営利主義（えいりしゅぎ） - エキュメニズム - エゴイズム⇒利己主義（りこしゅぎ） - エスノセントリズム - エピクロス主義（-しゅぎ） - 縁故主義（えんこしゅぎ） - お客様第一主義（おきゃくさまだいいちしゅぎ） - オルフィスム - 音声主義（おんせいしゅぎ） - 神主義 - 懐疑主義（かいぎしゅぎ） - 懐疑主義 (倫理)（かいぎしゅぎ, りんり） - 解釈主義（かいしゃくしゅぎ） - 会社主義（かいしゃしゅぎ） - 開発独裁主義（かいはつどくさいしゅぎ） - 快楽主義（かいらくしゅぎ） - 科学主義（かがくしゅぎ）（scientism） - 科学的社会主義（かがくてきしゃかいしゅぎ） - 科学万能主義（かがくばんのうしゅぎ）（scientism） - 画一主義（かくいつしゅぎ） - 拡大主義（かくだいしゅぎ） - 確定決算主義（かくていけっさんしゅぎ） - 拡張主義（かくちょうしゅぎ） - 学閥主義（がくばつしゅぎ） - 革命的議会主義（かくめいてきぎかいしゅぎ） - 学歴主義（がくれきしゅぎ） - 家族主義（かぞくしゅぎ） - 課題主義（かだいしゅぎ） - 過程主義（かていしゅぎ） - 家庭主義（かていしゅぎ） - 課程主義（かていしゅぎ） - 加点主義（かてんしゅぎ） - カニバリズム - 可謬主義（かびゅうしゅぎ） - 家父長主義（かふちょうしゅぎ） - カルヴァン主義（かるゔぁんしゅぎ） - 環境主義（かんきょうしゅぎ） - 還元主義（かんげんしゅぎ） - 感傷主義（かんしょうしゅぎ）（sentimentalism） - 間接民主主義（かんせつみんしゅしゅぎ） - 完全主義（かんぜんしゅぎ）（perfectionism） - ガンバリズム - 頑張り主義（がんばりしゅぎ） - 完璧主義（かんぺきしゅぎ） - 管理主義（かんりしゅぎ） - 官僚主義（かんりょうしゅぎ）（bureaucratism） - キエティスム - 機会主義（きかいしゅぎ）（opportunism） - 議会制民主主義（ぎかいせいみんしゅしゅぎ） - 帰結主義（きけつしゅぎ） - 擬古典主義（ぎこてんしゅぎ） - 技術主義（ぎじゅつしゅぎ） - 貴族主義（きぞくしゅぎ）（aristocracy） - 基礎付け主義（きそづけしゅぎ） - 起訴便宜主義（きそべんぎしゅぎ） - 機能主義（きのうしゅぎ） - 機能主義 (建築)（きのうしゅぎ けんちく） - 機能主義 (国際関係)（きのうしゅぎ こくさいかんけい） - 機能主義 (心の哲学)（きのうしゅぎ こころのてつがく） - 機能主義 (社会学)（きのうしゅぎ しゃかいがく） - 技能主義（ぎのうしゅぎ） - 金日成主義（キムイルソンしゅぎ） - 客観主義（きゃっかんしゅぎ）（objectivism） - 糾問主義（きゅうもんしゅぎ） - キュビズム - キューボ＝フューチャリズム - 行刑密行主義（ぎょうけいみっこうしゅぎ） - 共産主義（きょうさんしゅぎ） - 教条主義（きょうじょうしゅぎ） - 強制処分法定主義（きょうせいしょぶんほうていしゅぎ） - 共同体主義（きょうどうたいしゅぎ） - 教養主義（きょうようしゅぎ） - 共和主義（きょうわしゅぎ） - 許可主義（きょかしゅぎ） - 虚無主義（きょむしゅぎ） - 虚無主義 (倫理)（きょむしゅぎ, りんり） - ギリシア語帝国主義（-ごていこくしゅぎ） - キリスト教社会主義（-しゃかいしゅぎ） - キリスト教原理主義（-きょうげんりしゅぎ） - キリスト教根本主義（-きょうこんぽんしゅぎ） - キリスト教民主主義（-みんしゅしゅぎ） - キリスト教神秘主義（-きょうしんぴしゅぎ） - 金塊主義（きんかいしゅぎ）（bullionism） - 近代主義（きんだいしゅぎ） - 近代合理主義（きんだいごうりしゅぎ）（modern rationalism） - 近代民主主義（きんだいみんしゅしゅぎ）（modern democracy） - 禁欲主義（きんよくしゅぎ） - 偶像崇拝主義（ぐうぞうすうはいしゅぎ） - 空想的社会主義（くうそうてきしゃかいしゅぎ） - グノーシス主義（-しゅぎ） - グローバリズム - グローバル資本主義（-しほんしゅぎ） - 軍国主義（ぐんこくしゅぎ） - 軍事ケインズ主義（ぐんじけいんずしゅぎ） - 君主主義（くんしゅしゅぎ） - 群読主義（ぐんどくしゅぎ） - 経験主義（けいけんしゅぎ） - 敬虔主義（けいけんしゅぎ） - 迎合主義（げいごうしゅぎ） - 形式主義（けいしきしゅぎ） - 形式主義 (数学)（けいしきしゅぎ, すうがく） - 芸術至上主義（げいじゅつしじょうしゅぎ） - 形態主義（けいたいしゅぎ） - 啓蒙主義（けいもうしゅぎ） - ケインズ主義（-しゅぎ） - 血縁主義（けつえんしゅぎ） - 血統主義（けっとうしゅぎ） - 潔癖主義（けっぺきしゅぎ） - 権威主義（けんいしゅぎ） - 原音主義（げんおんしゅぎ） - 厳格主義（げんかくしゅぎ） - 現金主義（げんきんしゅぎ） - 言語主義（げんごしゅぎ） - 言語活動主義（げんごかつどうしゅぎ） - 言語機能主義（げんごきのうしゅぎ） - 言語形態主義（げんごけいたいしゅぎ） - 言語生活主義（げんごせいかつしゅぎ） - 言語帝国主義（げんごていこくしゅぎ） - 言語ナショナリズム（げんご-） - 言語民族主義（げんごみんぞくしゅぎ） - 現実主義（げんじつしゅぎ） - 原則主義（げんそくしゅぎ） - 現代語主義（げんだいごしゅぎ） - 原典主義（げんてんしゅぎ） - 減点主義（げんてんしゅぎ） - 原典忠実主義（げんてんちゅうじつしゅぎ） - 現場主義（げんばしゅぎ） - 厳罰主義（げんばつしゅぎ） - ケンブリッジ・プラトニズム - 顕名主義（けんめいしゅぎ） - 原理主義（げんりしゅぎ） - 公会議主義（こうかいぎしゅぎ） - 構成主義（こうせいしゅぎ） - 構成主義 (教育)（こうせいしゅぎ, きょういく） - 光線主義（こうせんしゅぎ） - 構造主義（こうぞうしゅぎ） - 構造機能主義（こうぞうきのうしゅぎ） - 構造構成主義（こうぞうこうせいしゅぎ） - 構築主義（こうちくしゅぎ） - 皇帝教皇主義（こうていきょうこうしゅぎ） - 行動主義（こうどうしゅぎ） - 行動論主義（こうどうろんしゅぎ） - 幸福主義（こうふくしゅぎ） - 功利主義（こうりしゅぎ） - 合理主義（ごうりしゅぎ） - ゴーリズム - 国際協調主義（こくさいきょうちょうしゅぎ） - 国際主義（こくさいしゅぎ） - 国粋主義（こくすいしゅぎ） - 国民社会主義（こくみんしゃかいしゅぎ） - 互恵主義（ごけいしゅぎ） - 古語主義（こごしゅぎ） - 個人主義（こじんしゅぎ） - コスモ貴族主義（-きぞくしゅぎ） - コスモポリタニズム - 国家主義（こっかしゅぎ） - 国家至上主義（こっかしじょうしゅぎ） - 国家社会主義（こっかしゃかいしゅぎ） - 国家独占資本主義（こっかどくせんしほんしゅぎ） - 御都合主義（ごつごうしゅぎ） - 古典主義（こてんしゅぎ） - 事なかれ主義（ことなかれしゅぎ） - コネクショニズム - 孤立主義（こりつしゅぎ） - 罪刑法定主義（ざいけいほうていしゅぎ） - 債権者主義（さいけんしゃしゅぎ） - 最小国家主義（さいしょうこっかしゅぎ） - 菜食主義（さいしょくしゅぎ） - 債務者主義（さいむしゃしゅぎ） - 作家主義（さっかしゅぎ） - 差別主義（さべつしゅぎ） - サベリウス主義（-しゅぎ） - 左翼ナショナリズム（さよく-） - 三猿主義（さんえんしゅぎ） - 三民主義（さんみんしゅぎ） - 心情一体主義 - 市営モンロー主義（しえい-しゅぎ） - ジェントルマン資本主義（-しほんしゅぎ） - シオニズム - 時価主義（じかしゅぎ） - 自己中心主義（じこちゅうしんしゅぎ） - 至上主義（しじょうしゅぎ） - 市場主義（しじょうしゅぎ） - 市場原理主義（しじょうげんりしゅぎ） - 自然主義（しぜんしゅぎ） - 事大主義（じだいしゅぎ） - 実学主義（じつがくしゅぎ） - 実現主義（じつげんしゅぎ） - 実証主義（じっしょうしゅぎ） - 実際主義（じっさいしゅぎ） - 実績主義（じっせきしゅぎ） - 実存主義（じつぞんしゅぎ） - 実用主義（じつようしゅぎ） - 実力主義（じつりょくしゅぎ） - 児童中心主義（じどうちゅうしんしゅぎ） - 自文化中心主義（じぶんかちゅうしんしゅぎ） - 司法消極主義（しほうしょうきょくしゅぎ） - 司法積極主義（しほうせっきょくしゅぎ） - 資本主義（しほんしゅぎ） - 自民族中心主義（じみんぞくちゅうしんしゅぎ） - 自前主義（じまえしゅぎ） - シャーマニズム - ジャイアニズム - 社会主義（しゃかいしゅぎ） - 社会構築主義（しゃかいこうちくしゅぎ） - 社会構成主義 (国際関係学)（しゃかいこうせいしゅぎ, こくさいかんけいがく） - 社会帝国主義（しゃかいていこくしゅぎ） - 社会民主主義（しゃかいみんしゅしゅぎ） - 写実主義（しゃじつしゅぎ） - ジャポニスム - 主意主義（しゅいしゅぎ） - 重金主義（じゅうきんしゅぎ） - 自由至上社会主義（じゆうしじょうしゃかいしゅぎ） - 自由主義（じゆうしゅぎ） - 宗教社会主義（しゅうきょうしゃかいしゅぎ） - 重商主義（じゅうしょうしゅぎ） - 自由心証主義（じゆうしんしょうしゅぎ） - 修正主義（しゅうせいしゅぎ） - 修正資本主義（しゅうせいしほんしゅぎ） - 自由選題主義（じゆうせんだいしゅぎ） - 集産主義（しゅうさんしゅぎ） - 集団主義（しゅうだんしゅぎ） - 修得主義（しゅうとくしゅぎ） - 重農主義（じゅうのうしゅぎ） - 自由放任主義（じゆうほうにんしゅぎ） - 自由民主主義（じゆうみんしゅしゅぎ） - 主知主義（しゅちしゅぎ） - シュプレマティスム - シュルレアリスム - 純血主義（じゅんけつしゅぎ） - 純潔主義（じゅんけつしゅぎ） - 純粋主義（じゅんすいしゅぎ） - 準則主義（じゅんそくしゅぎ） - 商業主義（しょうぎょうしゅぎ） - 商行為法主義（しょうこういほうしゅぎ） - 小項目主義（しょうこうもくしゅぎ） - 証拠裁判主義（しょうこさいばんしゅぎ） - 少数精鋭主義（しょうすうせいえいしゅぎ） - 象徴主義（しょうちょうしゅぎ） - 小ドイツ主義（しょう-しゅぎ） - 小日本主義（しょうにっぽんしゅぎ） - 商人法主義（しょうにんほうしゅぎ） - 将平主義（しょうへいしゅぎ） - 植民地主義（しょくみんちしゅぎ） - 職権探知主義(しょっけんたんちしゅぎ) - 指令主義（しれいしゅぎ） - 新印象主義（しんいんしょうしゅぎ） - 進化主義（しんかしゅぎ） - 人格主義（じんかくしゅぎ） - 新カント主義（しん-しゅぎ） - 新機能主義（しんきのうしゅぎ） - ジンゴイズム - 新古典主義（しんこてんしゅぎ） - 審査主義（しんさしゅぎ） - 新自由主義（しんじゆうしゅぎ） - 人種主義（じんしゅしゅぎ） - 新植民地主義（しんしょくみんちしゅぎ） (Neocolonialism) - 真正手形主義（しんせいてがたしゅぎ） - 新造形主義（しんぞうけいしゅぎ） - 新即物主義（しんそくぶつしゅぎ） - 親族登用主義（しんぞくとうようしゅぎ） - 新即物主義（しんそくぶつしゅぎ） - 人道主義（じんどうしゅぎ） - 新トミズム（しんとみずむ） - 新表現主義（しんひょうげんしゅぎ） - 神秘主義（しんぴしゅぎ） - 新福音主義（しんふくいんしゅぎ） - 新プラトン主義（しん-しゅぎ） - 人文主義（じんぶんしゅぎ） - 新ヘーゲル主義（しん-しゅぎ） - 進歩主義（しんぽしゅぎ） - 新保守主義（しんほしゅしゅぎ） - 人本主義（じんぽんしゅぎ） - 人民主義（じんみんしゅぎ） - 心理主義（しんりしゅぎ） - 心理的利己主義（しんりてきりこしゅぎ） - 心霊主義（しんれいしゅぎ） - 新ロマン主義（しん-しゅぎ） - 随意選題主義（ずいいせんだいしゅぎ） - スコラ主義（-しゅぎ） - スーフィズム - スターリニズム - スターリン主義（-しゅぎ） - スペイン語帝国主義（-ごていこくしゅぎ） - 成果主義（せいかしゅぎ） - 生活保守主義（せいかつほしゅしゅぎ） - 清教徒主義（せいきょうとしゅぎ） - 静寂主義（せいじゃくしゅぎ） - 聖書主義（せいしょしゅぎ） - 精神主義（せいしんしゅぎ） - 制定法主義（せいていほうしゅぎ） - 制定法優先主義（せいていほうゆうせんしゅぎ） - 生徒主義（せいとしゅぎ） - 正統主義（せいとうしゅぎ） - 精読主義（せいどくしゅぎ） - 清貧主義（せいひんしゅぎ） - 成文法主義（せいぶんほうしゅぎ） - セイロニズム - 世界主義（せかいしゅぎ） - 世界教会主義（せかいきょうかいしゅぎ） - 責任主義（せきにんしゅぎ） - セクショナリズム - セクト主義（せくとしゅぎ） - 世俗主義（せぞくしゅぎ） - 積極行動主義（せっきょくこうどうしゅぎ） - 絶対主義（ぜったいしゅぎ） - 前衛主義（ぜんえいしゅぎ） - 先願主義（せんがんしゅぎ） - 戦後民主主義（せんごみんしゅしゅぎ） - 全体主義（ぜんたいしゅぎ） - 刹那主義 (せつなしゅぎ) - 先使用主義（せんしようしゅぎ） - 先登録主義（せんとうろくしゅぎ） - 先発明主義（せんはつめいしゅぎ） | - 相互主義（そうごしゅぎ） - 相対主義（そうたいしゅぎ） - 相理現主義（そうりげんしゅぎ） - 属人法主義（ぞくじんほうしゅぎ） 国際私法上、属人主義ともいわれ、その人に固有の法の適用を認める主義で属地主義に対する。 - 属地主義（ぞくちしゅぎ） 国際私法上、国籍に関係なく人が居住している国家の法を適用する主義で属人主義に対する。 - 属地属人主義（ぞくちぞくじんしゅぎ） - 即物主義（そくぶつしゅぎ） - 租税公平主義（そぜいこうへいしゅぎ） - 租税法律主義（そぜいほうりつしゅぎ） - ダーウィニズム - 大アジア主義（-しゅぎ） - 大イスラエル主義（だい-しゅぎ） - 大シリア主義（だい-しゅぎ） - 大ドイツ主義（だい-しゅぎ） - 大家族主義（だいかぞくしゅぎ） - 大艦巨砲主義（たいかんきょほうしゅぎ） - 大項目主義（だいこうもくしゅぎ） - 大国主義（たいこくしゅぎ） - 大作主義（たいさくしゅぎ） - 大衆迎合主義（たいしゅうげいごうしゅぎ）⇒ポピュリズム - 大衆主義（たいしゅうしゅぎ） - 大帝民主主義（だいていみんしゅしゅぎ） - 大同主義 - 大日本主義（だいにっぽんしゅぎ） - 逮捕前置主義（たいほぜんちしゅぎ） - 大陸合理主義（たいりくごうりしゅぎ） - 多言語主義（たげんごしゅぎ）（multilingualism） - 多元主義（たげんしゅぎ）（pluralism） - 脱構築主義（だつこうちくしゅぎ） - 達読主義（たつどくしゅぎ） - 多文化主義（たぶんかしゅぎ） - ダダイスム - 弾劾主義（だんがいしゅぎ） - 男権主義（だんけんしゅぎ） - 男性上位主義（だんせいじょういしゅぎ） - ダンディズム - 単独主義（たんどくしゅぎ）（unilateralism） - 単年度主義（たんねんどしゅぎ） - 耽美主義（たんびしゅぎ） - 担保主義（たんぽしゅぎ） - 多民族主義（たみんぞくしゅぎ） - 地域主義（ちいきしゅぎ） - 中項目主義（ちゅうこうもくしゅぎ） - 抽象表現主義（ちゅうしょうひょうげんしゅぎ） - 中立主義（ちゅうりつしゅぎ） - チュチェ主義（-しゅぎ） - 中和的主体主義（-しゅぎ） - 超現実主義（ちょうげんじつしゅぎ） - 超国家主義（ちょうこっかしゅぎ） - 超写実主義（ちょうしゃじつしゅぎ） - 超然主義（ちょうぜんしゅぎ） - 超人間主義（ちょうにんげんしゅぎ） - 直接民主主義（ちょくせつみんしゅしゅぎ） - 直訳主義（ちょくやくしゅぎ） - 直観主義（ちょっかんしゅぎ） - 直観主義 (数学の哲学)（ちょっかんしゅぎ, すうがくのてつがく） - 直感主義（ちょっかんしゅぎ） - 通統主義（つうとうしゅぎ） - 通読主義（つうどくしゅぎ） - ディアスポラ民族主義（-みんぞくしゅぎ） - テイラー主義（-しゅぎ） - 帝国主義（ていこくしゅぎ） - 敵本主義（てきほんしゅぎ） - 伝統主義（でんとうしゅぎ） - 天皇制絶対主義（てんのうせいぜったいしゅぎ） - 天皇制ファシズム（てんのうせい-） - ドイツ語帝国主義（-ごていこくしゅぎ） - ドイツ神秘主義（-しんぴしゅぎ） - ドイツ表現主義（-ひょうげんしゅぎ） - 道具主義⇒プラグマティズム - 統合主義（とうごうしゅぎ） - 当事者主義（とうじしゃしゅぎ） - 到達主義（とうたつしゅぎ） - 東洋主義（とうようしゅぎ） - 独裁主義（どくさいしゅぎ） - 独身主義（どくしんしゅぎ） - 独占資本主義（どくせんしほんしゅぎ） - 独善主義（どくぜんしゅぎ） - 徳治主義（とくちしゅぎ） - 徳目主義（とくもくしゅぎ） - ド・ゴール主義（-しゅぎ） - 特許主義（とっきょしゅぎ） - トミズム（とみずむ） - トランスヒューマニズム - トロツキズム - 内容主義 - ナショナリズム - ナショナル・ボルシェヴィズム - ナチズム - ナルシシズム - ニーチェ主義（-しゅぎ） - ニヒリズム - 日本主義（にほんしゅぎ） - 日本語帝国主義（にほんごていこくしゅぎ） - 日本帝国主義（にほんていこくしゅぎ） - ニューアーバニズム - ニュー・ジャーナリズム - 認可主義（にんかしゅぎ） - 認証主義（にんしょうしゅぎ） - 人間主義(にんげんしゅぎ) - ヌーヴォー・レアリスム - ネオダーウィニズム - ネオプラトニズム - ネオ・ラマルキズム - ネポティズム - 年齢主義（ねんれいしゅぎ） - 農本主義（のうほんしゅぎ） - 能力主義（のうりょくしゅぎ） - 排外主義（はいがいしゅぎ） - 拝金主義（はいきんしゅぎ） - 敗北主義（はいぼくしゅぎ）（defeatism） - 破壊主義（はかいしゅぎ） （vandalism） - 博愛主義（はくあいしゅぎ）（philanthropism） - 白人至上主義（はくじんしじょうしゅぎ） - 白豪主義（はくごうしゅぎ） - バクーニン主義（-しゅぎ） - 覇権主義（はけんしゅぎ） - パスタファリアニズム - パターナリズム - 80点主義（はちじってんしゅぎ） - 発音主義（はつおんしゅぎ） - 発信主義（はっしんしゅぎ） - 発生主義（はっせいしゅぎ） - パトリオティズム - 派閥主義（はばつしゅぎ） - 半ペラギウス主義（はん-しゅぎ） - 汎アメリカ主義（はん-しゅぎ） - 汎アラブ主義（はん-しゅぎ） - 汎ゲルマン主義（はん-しゅぎ） - 汎スカンディナヴィア主義（はん-しゅぎ） - 汎スラヴ主義（はん-しゅぎ） - 汎テュルク主義（はん-しゅぎ） - 万人救済主義（ばんにんきゅうさいしゅぎ） - 反共主義（はんきょうしゅぎ） - 反グローバリズム（はん-） - 反自由主義（はんじゆうしゅぎ）→ファシズム - 反出生主義（はんしゅっしょうしゅぎ） - 反証主義（はんしょうしゅぎ） - 反スターリン主義（はん-しゅぎ） - 反日主義（はんにちしゅぎ） - 判例主義（はんれいしゅぎ） - 判例法主義（はんれいほうしゅぎ） - 反フェミニズム（はん-） - 反民主主義（はんみんしゅしゅぎ）→ファシズム - 反ユダヤ主義（はん-しゅぎ） - 悲観主義（ひかんしゅぎ） - 非合理主義（ひごうりしゅぎ） - 非政治主義（ひせいじしゅぎ） - 非同盟主義（ひどうめいしゅぎ） - 否認主義（ひにんしゅぎ） - 秘密主義（ひみつしゅぎ） - ヒューマニズム - ピューリタニズム - 表意主義（ひょういしゅぎ） - 表音主義（ひょうおんしゅぎ） - 表券主義（ひょうげんしゅぎ） - 表現主義（ひょうげんしゅぎ） - 表示主義（ひょうじしゅぎ） - 表象主義（ひょうしょうしゅぎ） - 平等主義（びょうどうしゅぎ） - 日和見主義（ひよりみしゅぎ） - ヒロイズム（heroism） - ヒンディー語帝国主義（-ごていこくしゅぎ） - 頻度主義（ひんどしゅぎ） - ファシズム - ファンダメンタリズム - フードファディズム - フォーヴィスム - 福本イズム（ふくもと-） - フェミニズム - 部局割拠主義（ぶきょくかっきょしゅぎ）⇒セクショナリズム - 福音主義（ふくいんしゅぎ） - 仏教社会主義（ぶっきょうしゃかいしゅぎ） - 物権法定主義（ぶっけんほうていしゅぎ） - 復古主義（ふっこしゅぎ）（reactionism） - ブッシズム（Bushism） - 物質主義（ぶっしつしゅぎ） - 物理帝国主義（ぶつりていこくしゅぎ） - 普遍救済主義（ふへんきゅうさいしゅぎ） - プラグマティズム - ブランキズム（Blanquism） - フランス語帝国主義（-ごていこくしゅぎ） - ブルジョア民主主義（-みんしゅしゅぎ） - フルセット主義（-しゅぎ） - ブルバキ主義（-しゅぎ）（Bourbakism） - プレシジョニズム - ブロック主義（-しゅぎ） - 文化相対主義（ぶんかそうたいしゅぎ） - 文化多元主義（ぶんかたげんしゅぎ） - 分析的マルクス主義（ぶんせきてきまるくすしゅぎ） - 分離主義（ぶんりしゅぎ） - ベイズ主義（-しゅぎ） - 平和主義（へいわしゅぎ） - ペスタロッチ主義（-しゅぎ） - ペラギウス主義（-しゅぎ） - 貿易差額主義（ぼうえきさがくしゅぎ） - 封建主義（ほうけんしゅぎ） - 冒険主義（ぼうけんしゅぎ）（adventurism） - 方式主義（ほうしきしゅぎ） - 法実証主義（ほうじっしょうしゅぎ） - 法人法定主義（ほうじんほうていしゅぎ） - 法治主義（ほうちしゅぎ） - 放任主義（ほうにんしゅぎ） - 方法主義（ほうほうしゅぎ） - 方法論的個人主義（ほうほうろんてきこじんしゅぎ） - 保護貿易主義（ほごぼうえきしゅぎ）（protectionism） - 保守主義（ほしゅしゅぎ） - 保守革命主義（ほしゅかくめいしゅぎ） - ポスト印象主義（-いんしょうしゅぎ） - ポスト構造主義（-こうぞうしゅぎ） - ポストコロニアリズム - ポストモダニズム - 母性主義（ぼせいしゅぎ） - ボナパルティズム - ポピュリズム - ホロコースト修正主義（-しゅうせいしゅぎ） - 本業主義（ほんぎょうしゅぎ） - 本質主義（ほんしつしゅぎ） - マオイズム⇒毛沢東主義（もうたくとうしゅぎ） - マキャベリ主義 - マキャベリズム - マクシマリズム - 魔術的リアリズム（まじゅつてき-） - マスキュリズム - マゼッパ主義(-しゅぎ） - マニエリスム - マネタリズム - マルクス主義（-しゅぎ） - マルクス・レーニン主義（-しゅぎ） - マルサス主義（-しゅぎ） - マンネリズム - ミスミズム - 味読主義（みどくしゅぎ） - ミニマリズム - 民権主義（みんけんしゅぎ） - 民主主義（みんしゅしゅぎ） - 民主社会主義（みんしゅしゃかいしゅぎ） - 民生主義（みんせいしゅぎ） - 民族主義（みんぞくしゅぎ） - 民本主義（みんぽんしゅぎ） - 無教会主義（むきょうかいしゅぎ） - 無政府主義（むせいふしゅぎ） - 無政府資本主義（むせいふしほんしゅぎ） - ムッソリーニ主義（-しゅぎ） - 無謬主義（むびゅうしゅぎ） - 無方式主義（むほうしきしゅぎ） - メシアニック・ジュダイズム - 毛沢東主義（もうたくとうしゅぎ） - 蒙昧主義（もうまいしゅぎ） - 黙読主義（もくどくしゅぎ） - モダニズム - モナルキア主義（-しゅぎ） - モンロー主義（-しゅぎ） - 唯心主義（ゆいしんしゅぎ） - 唯美主義（ゆいびしゅぎ） - 唯物主義（ゆいぶつしゅぎ） - 優生主義（ゆうせいしゅぎ） - ユニテリアン主義（-しゅぎ） - 容共主義（ようきょうしゅぎ） - 要素還元主義（ようそかんげんしゅぎ） - 要素主義（ようそしゅぎ） - ラスタファリアニズム（ラスタファリ運動） - 楽観主義（らっかんしゅぎ） - ラテン語帝国主義（-ごていこくしゅぎ） - リアリズム - リージョナリズム - 利権談合共産主義（りけんだんごうきょうさんしゅぎ） - 利己主義（りこしゅぎ） - 履修主義（りしゅうしゅぎ） - 理想主義（りそうしゅぎ） - 利他主義（りたしゅぎ） - 立憲主義（りっけんしゅぎ） - 立身出世主義（りっしんしゅっせしゅぎ） - 立体未来主義（りったいみらいしゅぎ） - リバタリアニズム - リベラリズム - 理論主義（りろんしゅぎ） - 倫理的利己主義（りんりてきりこしゅぎ） - ルター主義（-しゅぎ） - レイヨニスム - レーガン主義（-しゅぎ） - レーニン主義（-しゅぎ） - 歴史修正主義（れきししゅうせいしゅぎ） - 恋愛至上主義（れんあいしじょうしゅぎ） - 連想主義（れんそうしゅぎ） - 連邦主義（れんぽうしゅぎ） - ローカリズム - ロシア構成主義（-こうせいしゅぎ） - ロシア語帝国主義（-ごていこくしゅぎ） - ロシア象徴主義（-しょうちょうしゅぎ） - ロマン主義（-しゅぎ） - 論理主義 (数学)（ろんりしゅぎ, すうがく） - 論理実証主義（ろんりじっしょうしゅぎ） |